# Euepedanus
Euepedanus is een geslacht van hooiwagens uit de familie Epedanidae.
De wetenschappelijke naam Euepedanus is voor het eerst geldig gepubliceerd door Roewer in 1915. 

## Soorten
Euepedanus omvat de volgende 7 soorten:
- Euepedanus chaiensis
- Euepedanus dividuus
- Euepedanus orientalis
- Euepedanus pentaspinulatus
- Euepedanus similis
- Euepedanus spinosus
- Euepedanus trispinosus